# Salmophasia novacula
Salmophasia novacula és una espècie de peix cipriniforme de la família dels ciprínids.